# Tasiocera (Dasymolophilus) cyrtacantha
Tasiocera (Dasymolophilus) cyrtacantha is een tweevleugelige uit de familie steltmuggen (Limoniidae). De soort komt voor in het Afrotropisch gebied.